# Karin Dor

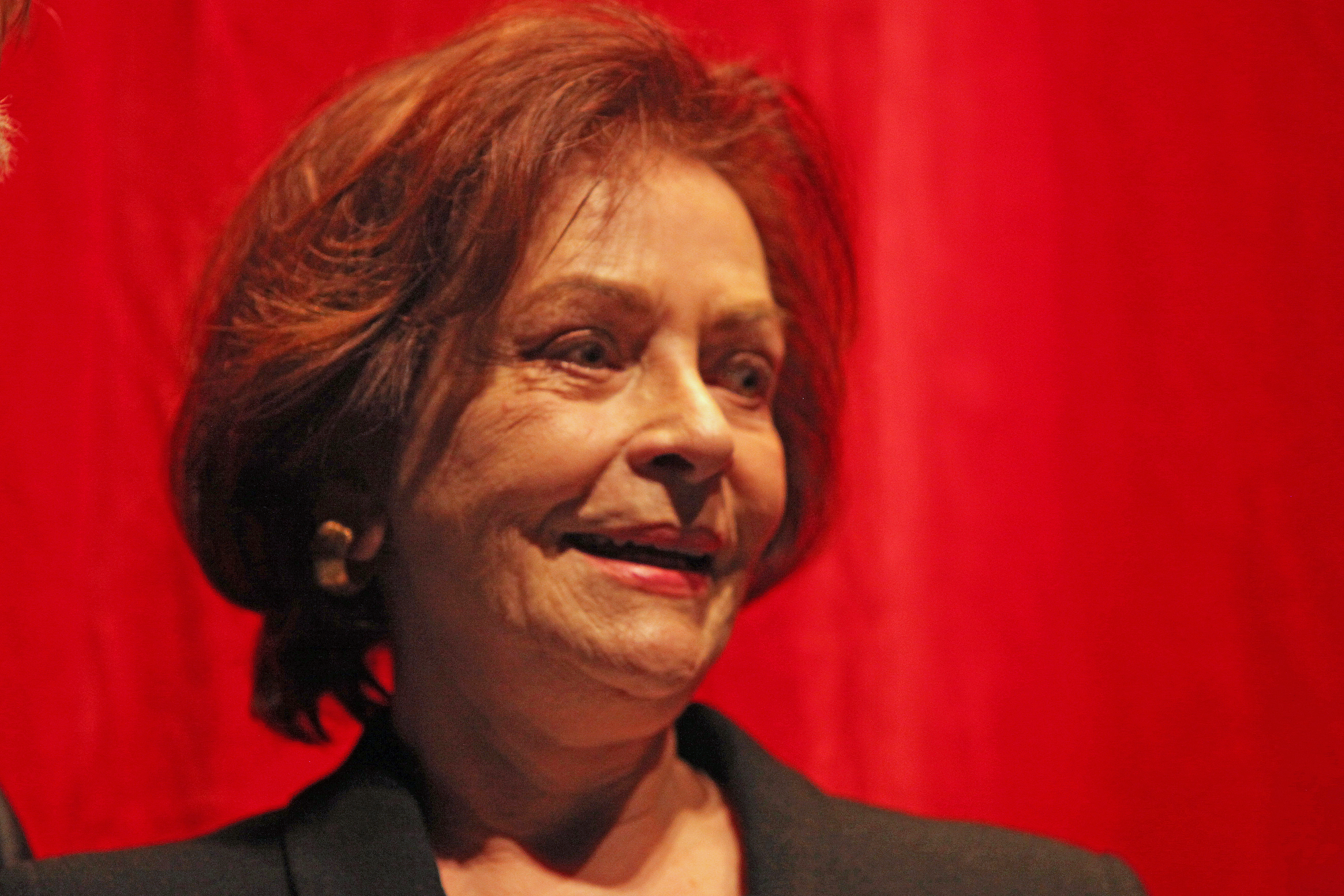
Karin Dor 2015.

Karin Dor, född Kätherose Derr 22 februari 1938 i Wiesbaden, död 6 november 2017 i München, var en tysk skådespelare. Hon filmdebuterade 1953 som statist, men fick redan följande år börja göra större roller. År 1967 blev hon internationellt känd för sin roll som S.P.E.C.T.R.E.-agenten Helga Brandt i James Bond-filmen Man lever bara två gånger. Två år senare hade hon också en stor roll i Alfred Hitchcocks Topaz. Karin Dor medverkade i film fram till 2015, och var verksam som skådespelare fram till 2016. Hennes hälsa försämrades kraftigt det året efter en olyckshändelse, och hon dog i november 2017.
Åren 1954–1968 var hon gift med den österrikiske regissören Harald Reinl.

## Filmografi, urval
- 1954 – Skandal i sista ringen
- 1965 – Io la conoscevo bene
- 1967 – Man lever bara två gånger
- 1969 – Topaz